# Cziczilaki

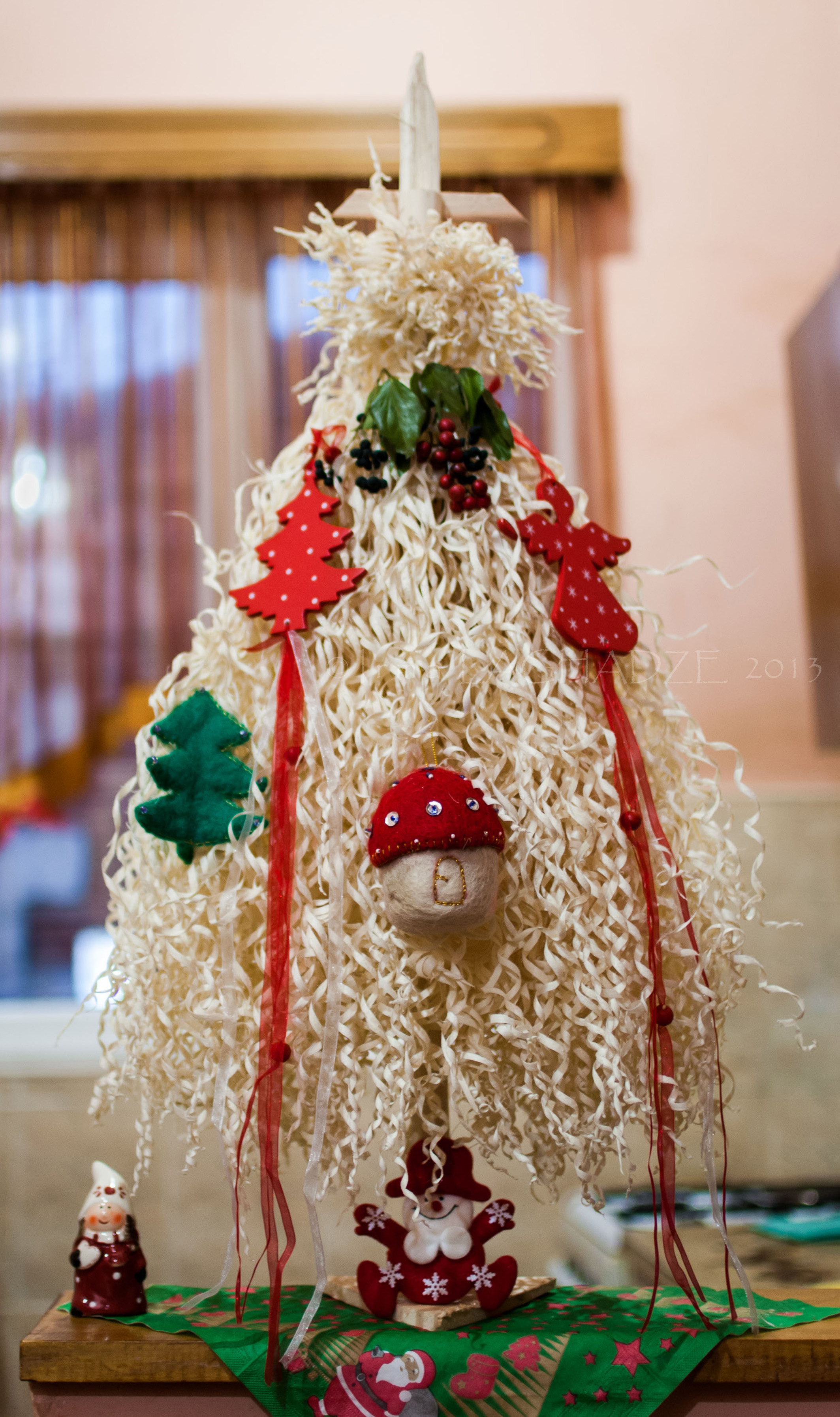

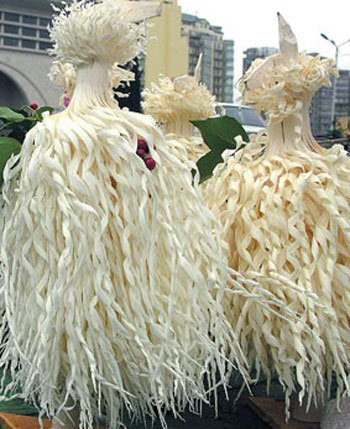
Gotowe cziczilaki na rynku.

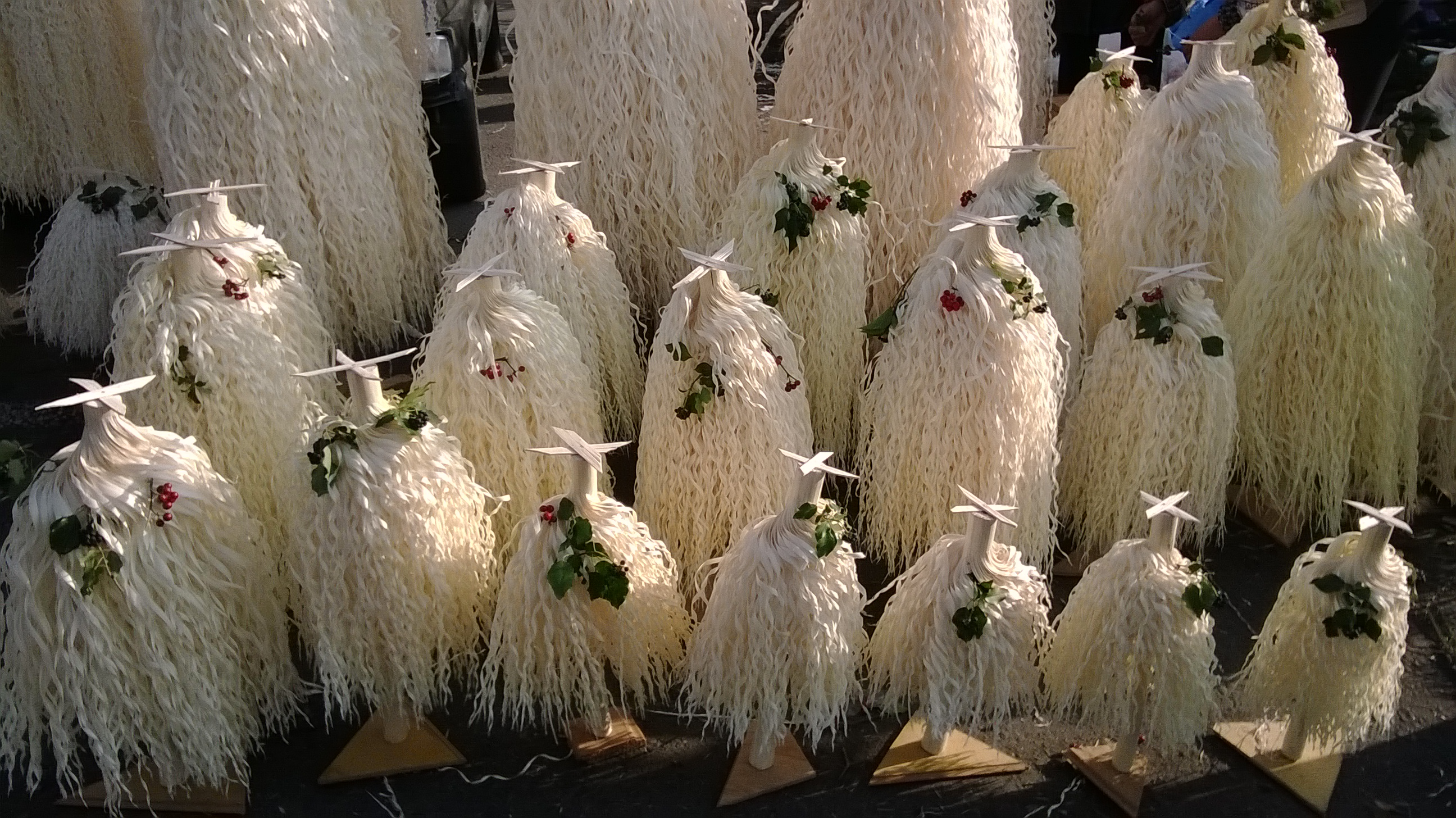
Cziczilaki

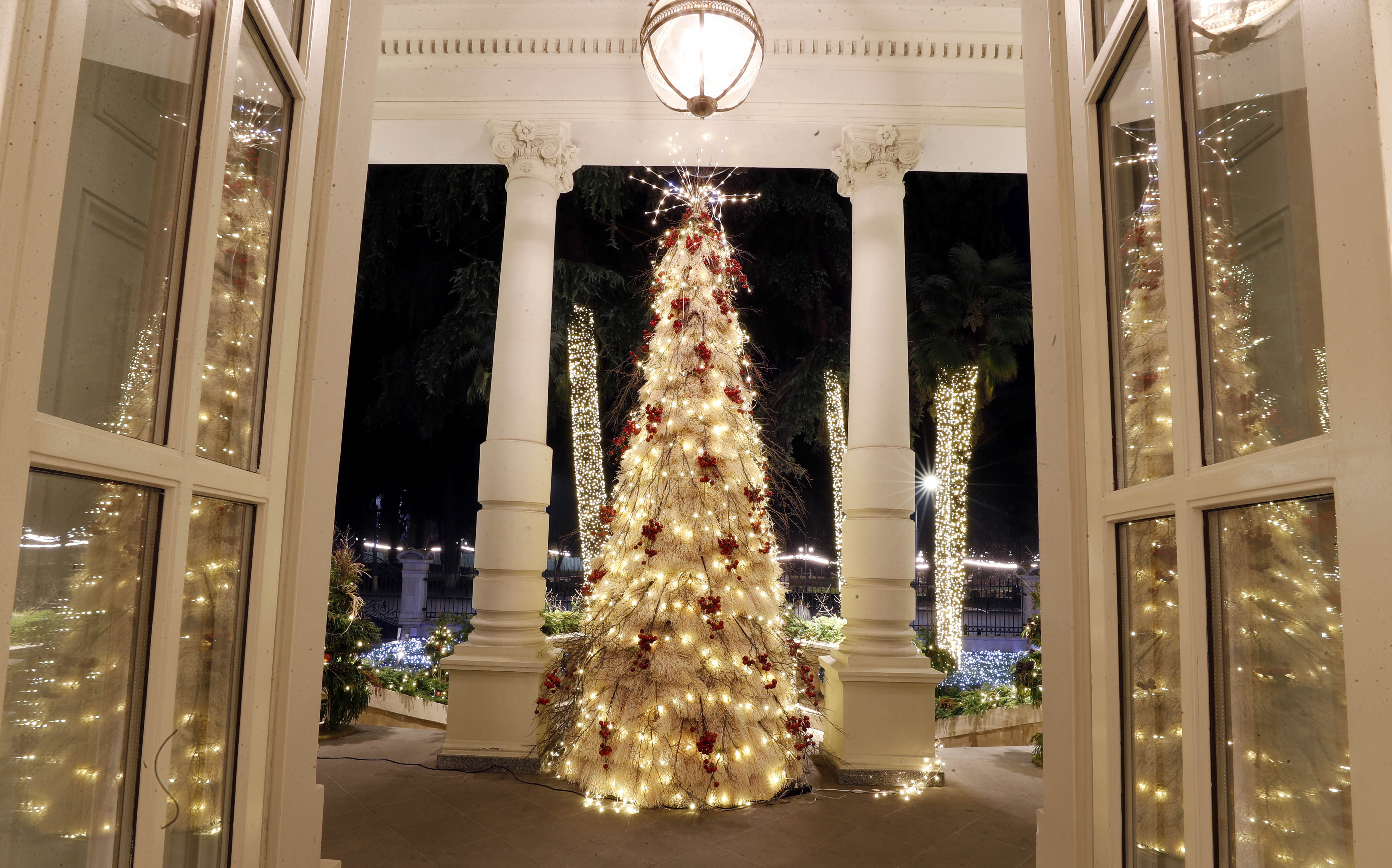
Prezydenckie Cziczilaki w Pałacu Orbeliani

Cziczilaki (gruz. ჩიჩილაკი) – tradycyjna gruzińska ozdoba bożonarodzeniowa, przyjmująca kształt iglastego drzewka. Najpowszechniej spotykana jest w zachodnich regionach kraju – Megrelii i Gurii.

## Wykonanie
Cziczilaki wyrabia się z tyczek z drewna leszczynowego lub orzechowego. Po przycięciu odpowiedniej gałęzi, drewno suszy się na słońcu lub przy piecu przez kilka dni. Następnie ostrym nożem struga się ów drewniany słupek w taki sposób, by uzyskać długie, kręcone strużyny, które na jednym z końców wciąż będą przytwierdzone do „pnia”. W zależności od rozmiaru (20 cm – 3 m), wykonanie cziczilaki zajmuje od pół godziny do dwóch dni. Tradycyjnie jest to zajęcie męskie.

## Tradycja
Według miejscowej tradycji cziczilaki symbolizuje rajskie drzewo życia. Współcześnie szczyt „drzewka” ozdabia się drobnymi owocami, jagodami, marzaną, a niekiedy granatami czy jabłkami, co ma symbolizować płodność.
Ozdoba ta związana jest ściśle z okresem Bożego Narodzenia, z uwagi na co w przeddzień przypadającej na 19 stycznia prawosławnej Epifanii cziczilaki pali się.
W okresie radzieckim sprzedawanie cziczilaki było zakazane z uwagi na to, iż jego jasne poskręcane strużyny przyniosły ozdobie przydomek „broda Bazylego” (od Bazylego Wielkiego, świętego żyjącego w IV wieku). W niepodległej Gruzji tradycja związana z cziczilaki zyskała popularność, szczególnie w latach 90., gdy przesiedleńcy z Abchazji i Megrelii przynieśli z sobą cziczilaki do centrum kraju.
Obecnie część Gruzinów postrzega cziczilaki jako bardziej swojski i ekologiczny odpowiednik wycinanej z lasu choinki.
Zwykle wysokość ozdoby nie przekracza jednego metra, dzięki czemu można ją wygodnie postawić na stole. W grudniu 2011 roku mieszkaniec Gurii wykonał cziczilaki o rekordowej wysokości 4 metry, które następnie sprzedał na targu w Tbilisi.